# 私と脱出しませんか?
『私と脱出しませんか？』（わたしとだっしゅつしませんか）は、ヨウハによる日本の漫画作品。『サンデーうぇぶり』にて2022年5月1日から2024年10月27日にかけて連載された。SCRAP監修。
2012年ごろからサブカルチャー界隈で流行している体感型イベントサービス「リアル脱出ゲーム（商標登録：SCRAP）」を題材に、一組の高校生男女が謎解きを通して親密になっていく日常を描くラブコメディ作品である。
  
基本的に毎話「前半：前話の解答編／後半：新しい問題を出題」を繰り返すという推理漫画に近い形式をとっている。なお、作中に当時する謎は全て作者のヨウハが考えている。

## あらすじ
高校生の常深考助は、何事も深く考え込んでしまうという悪い癖がある少年。ある日、持ち主名が暗号で書かれたノートを教室で見つけ、熟考の末にノートの持ち主が同級生の物静かな少女・綴野藍花であることを解き明かす。藍花の自作自演の脱出ゲームに巻き込まれた常深は躓きつつも見事に脱出を果たし、藍花と脱出ゲーム仲間として様々な脱出ゲームにチャレンジしていくこととなる。

## 登場人物
常深考助（つねみこうすけ）
主人公。高校1年生の男子。謎解き初心者。
些細な事でも熟考してしまう悪癖があり、日常生活でもワンテンポ遅れて会話をしてしまう地味な少年。
初心者であるためリアル脱出ゲーム業界の基礎知識に疎いが、持ち前の熟考癖で謎を解いていく。
綴野藍花と出会い、リアル脱出ゲームを通じて社交性を高めていくとともに綴野藍花への恋慕を募らせていく。
綴野藍花（とじのあいか）
ヒロイン。高校1年生の女子。謎解き中級者。
筋金入りのリアル脱出ゲームマニアであり、常日頃から謎解きのことばかり考えている地味な少女。
常深考助を様々なリアル脱出ゲームに誘うほか、自作の謎解きを出題して楽しませる。
過去に同行者（友人）そっちのけで謎解きに夢中になって友人と絶交した経験があり、自分と歩調を合わせて謎解きを楽しめる常深考助へと恋慕を募らせていく。

## 出題形式
扉絵謎
各話タイトル自体が謎解きになっている。出題は扉絵1ページで完結しており、本編と同じ方法で解くことができる。
例）「第一話【理科室編①】AB"CさんにAB"DEられた！」⇒「とじのさんにとじこめられた！」
本編
リアル脱出ゲーム中級者の綴野藍花が、初心者の常深考助を案内する形で様々な謎解きに触れていく。
一般的なリアル脱出ゲームである「室内型」の謎をベースに出題されるほか、自宅でプレイできる「書籍型・謎箱型」の変則的な脱出ゲームや、デートスポットを巡る周遊型の脱出ゲームも取り扱っている。
NEXT ESCAPE
本編の末尾ページに置かれた予告コーナー。
次回の内容を連想させるミニ謎や、本編では小さめに表示されていた謎を拡大して再掲示している。
おまけ謎
本編更新と本編更新の間に出題される、おまけイラスト的な出題。
こちらも扉絵謎と同じように1ページで完結する謎であり、次の更新時に解答が発表される。

## 書誌情報
- ヨウハ『私と脱出しませんか？』小学館〈サンデーうぇぶりコミックス〉、全8巻
  1. 2022年8月12日発売[7][8]、ISBN 978-4-09-851294-2
  2. 2022年12月12日発売[9]、ISBN 978-4-09-851486-1
  3. 2023年5月12日発売[10]、ISBN 9784098520602
  4. 2023年8月9日発売[11]、ISBN 978-4-09-852793-9
  5. 2024年4月10日発売[12]、ISBN 978-4-09-853228-5
  6. 2024年7月11日発売[13]、ISBN 978-4-09-853429-6
  7. 2024年9月11日発売[14]、ISBN 978-4-09-853564-4
  8. 2024年12月12日発売[15]、ISBN 978-4-09-853768-6